# Rockchip
Rockchipもしくは瑞芯微電子有限公司（Rockchip Electronics Co., Ltd.）は、中華人民共和国の半導体メーカー。
モバイル·エンターテイメント機器、スマートフォン、タブレット、電子書籍、ウェブTVボックス、パーソナルビデオ、MP3プレーヤーでの利用を目的としたRockchipブランドのマイクロプロセッサシリーズを開発している。

## 商品
Rockchipは、ARMのライセンスを持ち、そのプロジェクトの大半については、ARMアーキテクチャを採用している。

### Rockchip RK26xxシリーズ
- RK2616 - 最大300MHz
- RK2618 - 最大300MHz
- RK2619 - 最大640MHz

### Rockchip RK27xxシリーズ
Rockchip は最初 RK27xx シリーズで有名になり、MP3/MP4デコード時に非常に効率的であり、低コストのMP3/MP4製品の多くに採用された。
- RK2718 - ARM9 (最大320MHz)
- RK2738 - ARM9 (最大600MHz) + DSP + 720p 動画デコーダ

### Rockchip RK28xx シリーズ
- RK2806 - ARM9 (最大560MHz)
- RK2808A - ARM9 (最大560MHz)
- RK2816 - ARM9 (最大560MHz)
- RK2818 - ARM9 (最大640MHz)

### Rockchip RK29xx シリーズ
Rockchip RK29xx シリーズは、Cortex A8ベースのSoC。CES 2011で初めて発表された。
2012年10月にCortex A9ベースの、Rockchip RK292xシリーズを発表。

#### RK2918
RK2918はWebM VP8をハードウェアデコードする世界初のチップ。様々なコーデックを処理するために動的に構成可能なコンパニオン·コアを使用している。H.264を1080pでエンコードおよびデコードできるほか、Xvid, H263, AVS, MPEG4, RealVideo, WMV をサポートする。Vivante GC800 GPU は OpenGL ES 2.0 と OpenVG をサポートする。OSは Android 2.2〜4.0 をサポートし、非公式に Ubuntu などの Linux をサポートする。
- CPU：1GHz (最大 1.2 GHz) の Cortex-A8 プロセッサ。L2キャッシュは512KB。NEON SIMD対応。
- GPU：Vivante GC800。最大60M tri/sec。
- DRAM：DDR、DDR2、DDR3のサポート
- 動画：デコードは H.264, Xvid, H263, AVS, MPEG4, RealVideo, WMV, VP8。エンコードは H.264。
- Adobe Flash Player サポート

#### RK2906
RK2906は基本的にRK2918からHDMIのサポートを省いたもの。

#### RK2928
RK2928はシングルコアCortex-A9ベースの省電力向けSoCであり、RK2918/RK2906とは異なる系列のものである。
また製造プロセスはRK2918の55nmから40nmへと変更された。GPSのベースバンドを備えている。

#### RK2926
RK2926は基本的にRK2928からHDMI,2画面出力のサポートを省いたもの

### Rockchip RK30xx シリーズ
Rockchip RK30xx シリーズは、2コアのCortex-A9。

#### RK3066
サムスン Exynos 42xx に似たデュアルコアのCortex-A9プロセッサ。パフォーマンスは、サムスン Exynos 4210とExynos 4212の間にある。2012年4月発表。
仕様：
- プロセスルール：40nm
- CPU: 最大 1.6 GHz で動作するデュアルコアの Cortex-A9 プロセッサ。L2キャッシュは512KB。NEON SIMD対応。
- GPU: 4コア Mali 400, 250 MHz, 9 GFLOPS。OpenGL ES 2.0, OpenVG 1.1対応。
- DRAM: LPDDR2-800, DDR3-800, LVDDR3-800。（最大2GB）
- HDMI 1.4
- 2チャネルTFT LCDインタフェース。5層と3Dディスプレイをサポート。（1920×1080最大表示サイズ）
- USB 2.0
- SD, MMC, SDIO, eMMC
- 動画：デコード（多種フォーマット対応）1080p@60fps、エンコード（H.264/MVC, VP8）1080p@30fps

Android の他、Linux を使うこともでき、Ubuntu ベースの PicUntu などがある。

### Rockchip RK31xxシリーズ
Rockchip RK31xx シリーズは、28nmHKMGで製造された4コアのCortex-A9。。

#### RK3168
2013年発表。
仕様：
- プロセスルール：28nm
- CPU: 最大 1.2 GHz で動作する 2コアの Cortex-A9 プロセッサ。
- GPU: PowerVR SGX 540 (400MHz), 6.4 GFLOPS。OpenGL ES 2.0 対応。

#### RK3188
2013年量産開始。中国で設計されたチップとしては初の28nmHKMGでの製造である。480MbpsのTD-LTE/LTE FDDにも対応している。性能は RK3188 ≧ NVIDIA Tegra 3, Exynos 4412 である。
仕様：
- プロセスルール：28nm
- CPU: 最大 1.6 GHz で動作する 4コアの Cortex-A9 プロセッサ。
- GPU: 4コア Mali 400, 533 MHz, 19.188 GFLOPS。OpenGL ES 2.0, OpenVG 1.1対応。
- DRAM: LPDDR2, DDR3, DDR3L（最大2GB）
- 動画：デコード（多種フォーマット対応）1080p@60fps、エンコード（H.264/MVC, VP8）1080p@30fps

#### RK3188T
2014年初頭にリリースされたRK3188の最大クロックを1.4GHzまで下げた低クロック版。

### Rockchip RK32xxシリーズ
Rockchip RK32xx シリーズは現在のところ、RK3288チップのみが発売されている。

#### RK3288
2014年量産開始。世界初の4コアCortex-A17プロセッサ搭載SoCである。
仕様：
- プロセスルール：28nm
- CPU: 最大 1.8 GHz で動作する 4コアの Cortex-A17 プロセッサ。
- GPU: Mali T-764 。OpenGL ES 3.1, OpenVG 1.1, DirectX3D 11.1対応。[8]
- DRAM: 64bit幅　DDR3L, LPDDR2, LPDDR3　対応。

### RK3368
仕様
- プロセスルール：28nm
- CPU: Cortex-A53, 8コア, 1.5 GHz
- GPU: PowerVR G6110
- DRAM: DDR3/3L-1600, LPDDR3-1600, LPDDR2-1066

### RK3399 aka OP1
RK3399は2016年2月に行われたMobile World Congressにおいて、ARMが発表した。2つのCortex-A72 および 4つのCortex-A53による、合わせて6つの 64 bit CPUとなっている。このCPUは「OP1」という名称も持ち、Chromebookへの利用を想定したものとなっている。
コンシューマー用途として以下が含まれている。
- Asus Chromebook Flip C101PA-DB02
- Asus Chromebook Tablet CT100
- Samsung Chromebook Plus

## 類似プラットフォーム
- AllWinner A1X
- Apple A4, Apple A5, Apple A6
- Exynos - Samsung
- Freescale i.MX
- Snapdragon - Qualcomm
- Texas Instruments OMAP
- NVIDIA Tegra